# 許南傑
許南傑（1402年—？），字俊才，浙江紹興府餘姚縣人，明朝政治人物。進士出身。

## 生平
浙江鄉試第二十一名。宣德五年（1430年）丁丑科會試第十七名，殿試登進士第二甲第十二名。正統年间任福建南安府知府。

## 家族
曾祖父許紹德。祖父許閏卿。父亲許孟禎。